# Pseudolaelia corcovadensis
Pseudolaelia corcovadensis är en orkidéart som beskrevs av Paulo Campos Porto och Alexander Curt Brade. Pseudolaelia corcovadensis ingår i släktet Pseudolaelia och familjen orkidéer. Inga underarter finns listade i Catalogue of Life.